# 大門 (函館市)

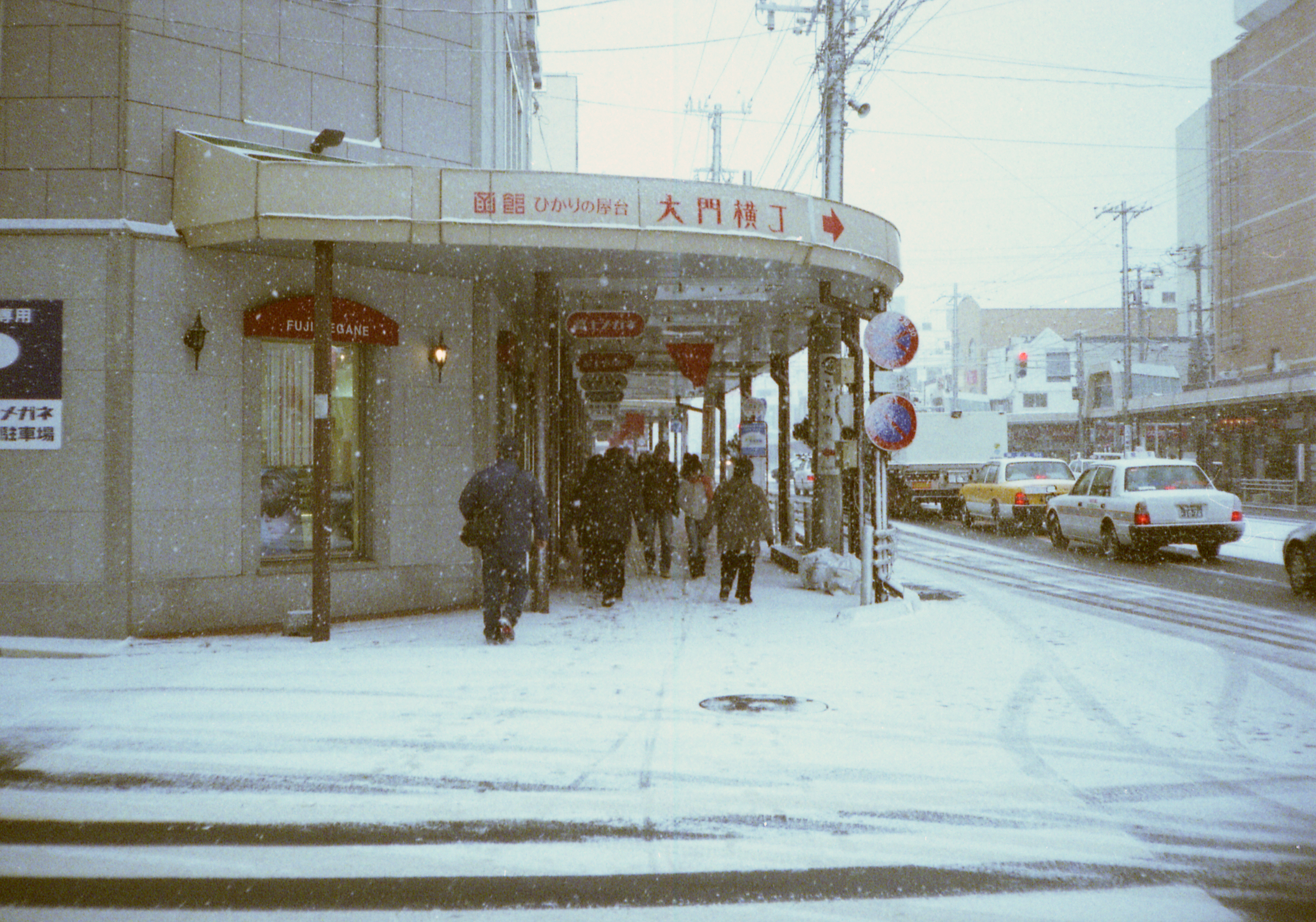
アーケードがあった頃の大門。函館市若松町。和光デパート（現・キラリス函館）南東角から。2008年1月。

大門（だいもん）は、北海道函館市の函館駅東側にある繁華街、歓楽街の通称や地域名。現在の行政上の町名としては若松町、松風町を中心とした一帯である。松風町の東隣、大森町にかつてあった函館遊廓の「大門」（おおもん）に由来するといわれる。
現在「大門」を冠した団体・施設としては函館だいもん商店街、飲食店街「大門横丁」、ホテル「東横INN函館駅前大門」などがある。これらは函館市電の函館駅前停留場 - 松風町停留場が通る国道278号両側に所在する。

## 概要
函館（旧称「箱館」）は幕末の開港により国際的な港湾都市となり、函館山麓の函館港側が市街として発展した。当時の面影は、函館西部地区の町並みとして現存している。
1902年（明治35年）12月10日に函館駅が開業し、1908年（明治41年）3月7日には青函連絡船が就航した。これにより街の中心が、青函航路東濱桟橋（旧桟橋）に近い十字街などから、やや北にある青函航路若松埠頭（新桟橋）とそれに隣接する函館駅周辺に移っていった。
函館は昭和初期まで大きな火災に度々襲われた（函館大火）。1907年（明治40年）8月25日の大火で、函館の遊廓（遊里）は蓬萊町の蓬莱町遊廓及び台町の台町遊廓から大森町9番地から22番地および同町27番地から39番地の2区画に移転し、「函館遊廓」または「大森遊廓」、「辰巳の里」と呼ばれた。茂木治によると「辰巳の里」の由来は、江戸城からみて巽の方向にあった深川遊里の名称を拝借したのではと推測している。その入り口にあたる、かつて大森交番があった付近に江戸（明治以降は東京市）の吉原遊廓のような大きな門が建てられ、それが吉原と同じ読みの「おおもん」または函館では「だいもん」を呼ばれたことからである。なお、1934年（昭和20年）3月21日の昭和9年函館大火で焼け落ちて以降、「門」は再建されていない。
大門地区は2つの町丁にまたがり、函館駅側は若松町、大森浜側は松風町であると言われているが、厳密な区分けはなく、函館市民各自によってそれぞれ定義が違う。付近は電車路（国道278号）を中心に左右に横通りがあり、それに沿って飲食店や歓楽街が広がっている。
横通りは駅側より
- 音羽通り
- ヤナギ小路
- 高砂通り
- 仲通り
- 富士銀通り
- 京極通り - 私称。劇場・京極座があったので称した[14]
- 大門広小路（はこだてグリーンプラザ）
- 浅草通り - 私称。浅草観世音の分霊を奉祀して昭和頃から繁華街の設置を計画してこの名称を付した[15]
- 祇園通り

がある。
大正時代からカフェーやバーといった業態が主流になり、昭和初期以降には朝鮮人の労働者も見かけるようになった。1940年（昭和15年）4月に北海道庁保安課は歓楽街に対し全面的に営業時間の短縮を断行、函館では一斉休業が報じられ転廃業を余儀なくされた。

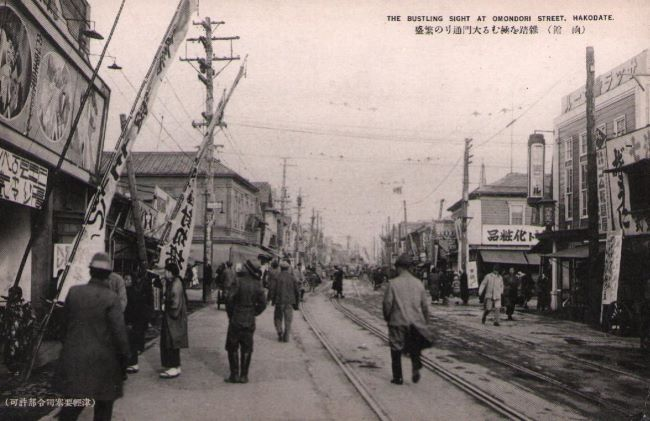
第二次世界大戦前の函館大門通り（当時の絵葉書）

第二次世界大戦末期の1945年（昭和20年）7月14日にはアメリカ海軍空母機動部隊艦載機による空襲を受け、当時あった精肉店に爆弾が直撃した（函館空襲）。
遊廓では敗戦直後に廃業した業者もいたが、1945年（昭和20年）10月のアメリカ軍函館進駐で再度吹き返すことになる。日本の占領統治を担ったGHQが1946年（昭和21年）1月21日に発表した『日本における公娼の廃止に関する覚書』と同24日の公娼制度廃止命令によって遊廓自体は終止符を打つはずであった。しかし皮肉なことに結果として街娼が増加することとなり、東京都を所管する警視庁は社会上やむを得ないとして、特殊飲食店など集娼地域（地図上に赤い線で囲んだので「赤線」と呼んだ）を指定、公娼制度を事実上復活させてしまった。最終的に1956年（昭和31年）5月、やっと売春防止法（1956年（昭和31年）5月24日法律第118号）が成立し、1958年（昭和33年）4月、函館の赤線こと大森遊郭は廃止された。函館市日ノ出町の法華宗妙見寺に遊郭慰霊碑があり、現在も供養が続けられている。
終戦直後の混乱期に大門広小路（現・はこだてグリーンプラザ<別名・大門グリーンプラザ>）に闇市が出現した。配給制に対する「闇」ではあったが市民生活を支えた。しかし社会秩序を求める世論とGHQの指示により警察が取締り強化をし、1946年（昭和21年）1月に露天商と警察の間で大乱闘事件が起きた。この事件の反省として「闇」から「自由市場」へと転換をはかることになり、徐々に統制された自治組織へと改組され、青空市場から集団で店を構えるマーケット形態が登場した。
大門地区では商業の集積も進み、百貨店の棒二森屋が戦前の1937年（昭和12年）に開店したほか、戦後では彩華デパートが1959年（昭和34年）に、和光デパートが1968年（昭和43年）に開業し、3店舗に増えた。
1967年（昭和42年）から1968年（昭和43年）にかけて、函館駅前停留場 - 松風町停留場間の路面電車を廃止して道路をショッピングセンター化する構想があったが、市民の反対により断念した。
1969年（昭和44年）、「松風町2-7富士銀行」が最高路線価を記録する。1973年（昭和48年）に「松風町渡辺時計店駅前通り」に移る。
高度経済成長期を経て、函館市では東寄りの内陸部、北隣の亀田町（亀田市を経て函館市に編入）など近隣町で人口が増加。これらに近い五稜郭地区が繁華街として成長した。西部地区の十字街にあった丸井今井函館店は1969年（昭和44年）に函館市電五稜郭公園前停留場近くに移転した。こうした人口シフトにモータリゼーション（車社会化）が加わり、函館都市圏では商業集積が五稜郭地区を含めた中心市街地から、郊外へと移っていった。旧・亀田町（亀田市）の美原地区など函館市郊外の幹線道路沿いには、現在もロードサイド店が点在している。
大門地区の賑わいを支えていたのは地元住民だけではなかった。函館は北洋漁業母港の一つであり、長い航海に備える乗組員、市場で仕事を終えた人々、青函連絡船と国鉄（1987年度以降はJR北海道）を乗り継ぐ人々が立ち寄った。小さな町の繁華街であるが業種の多さ、つまり多様性があり魅力的だった。ここにくれば楽しいものはすべて揃っている。かつて北海道内有数の歓楽街と呼ばれた理由の一つである。
北洋漁業は、ソビエト連邦やアメリカ合衆国による漁業規制で衰退。1988年（昭和63年）には青函トンネル開業に伴い青函連絡船が廃止された。1992年（平成4年）には最高路線価地点の座を五稜郭地区の「本町丸井今井函館店前電車通り」に譲った。大門地区にあった百貨店は、1998年（平成10年）に彩華デパートが、2013年（平成25年）に和光デパートが、2019年（平成31年）に棒二森屋が閉店し、すべて姿を消した。
1977年（昭和52年）から1978年（昭和53年）にかけてアーケードが設置されたが、2015年（平成27年）に函館市中心市街地活性化基本計画に基づき老朽化や維持費用の問題を理由に撤去。すっきりとした印象になった。
函館市は（旧）中心市街地活性化法に基づき、1999年（平成11年）5月に『（旧）函館市中心市街地活性化基本計画』を策定し、活性化の施策を展開した。景気低迷、都市機能の拡散、大規模集客施設の郊外立地化、少子高齢化に伴う人口減少等により、大門地区のみならず市全体が衰退してきている。
のちに市長になる工藤壽樹は2010年（平成22年）に「今の駅前・大門のさびしさは、函館衰退の象徴」とし、昔のような賑わいを取り戻し函館の顔として取り戻さなければ観光客はがっかりするとしている。
2023年（令和5年）4月27日に市長に就任した大泉潤は2024年（令和6年）10月のインタビューでは「函館の駅前大門地区は、市民や観光客、ビジネス客が多く訪れる、いわば函館の顔」とし、「街の賑わいをつくる重要な場所なので、市も市街地再開発事業に関わって、魅力的な空間がつくられるように望んでいるところ」としている。
北海道新聞の2024年（令和6年）8月の記事によると、旧棒二森屋周辺では観光客向けの居酒屋（海鮮居酒屋）が目立つようになり、再開発停滞もあり市民の関心は次第に薄れていっているという。

## 地域交通
大門地区に近い函館駅はJR北海道函館本線と道南いさりび鉄道線が利用できるほか、駅前は函館バスなどの路線バス・高速バスが発着するバスターミナルになっている。その近くに函館市電の函館駅前停留場がある。函館市電の路線網は往時より縮小したが、現在でも西部地区や五稜郭地区などと結んでいる。
函館市役所が2008年（平成20年）に実施した20歳以上対象の市民アンケートによると、街に来る際に使われる交通手段は自家用車が61.5%と大半を占め、バス18.9%、市電が8.8%である。

### 鉄道

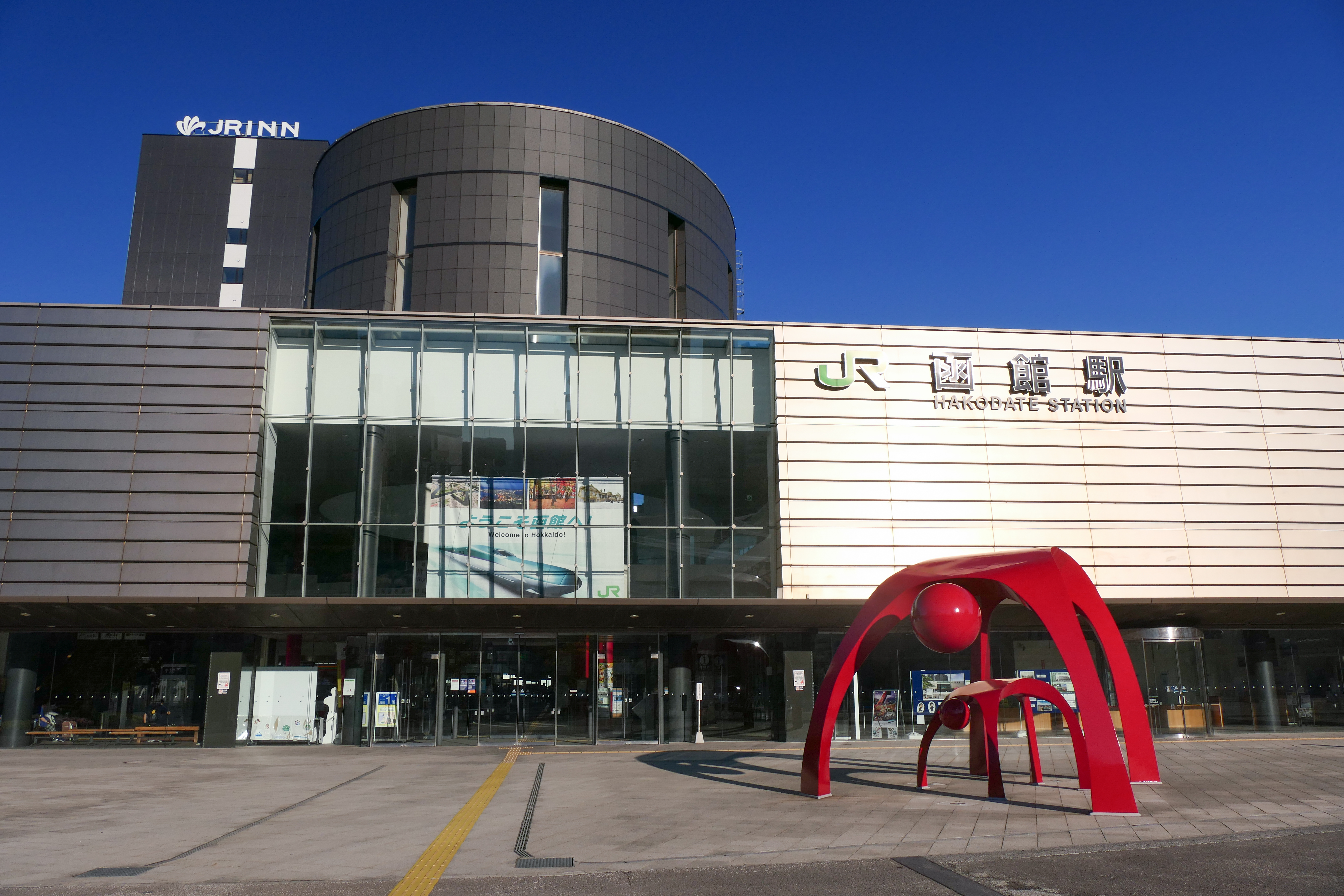
函館駅（5代目）

1904年（明治37年）7月1日に函館駅（2代目）が開業した。1913年（大正2年）9月15日には上磯軽便鉄道（現・いさりび鉄道線）　函館 - 上磯間が開通した。五稜郭 - 上磯間の中間駅として久根別駅が設けられる。

### 函館市電

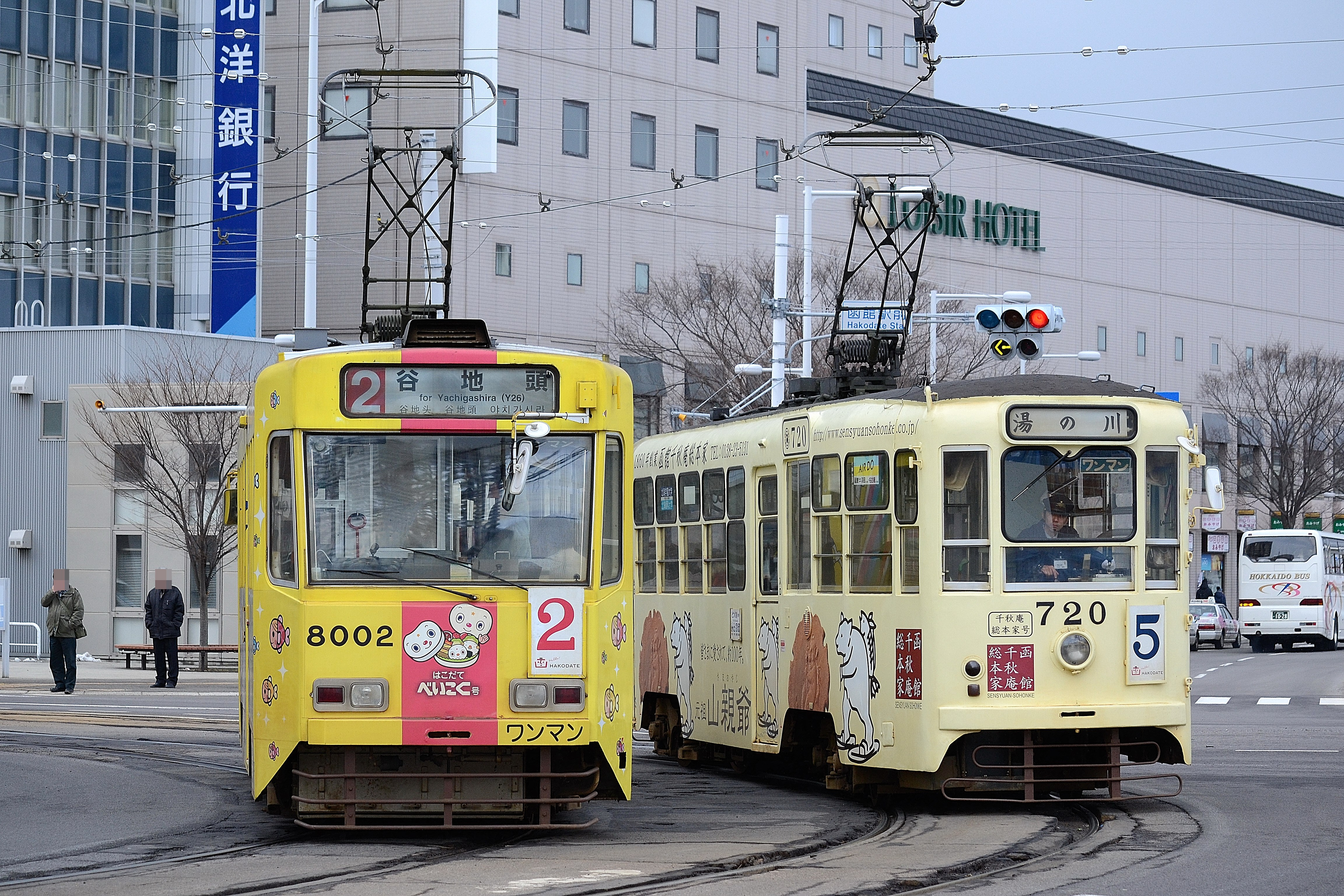
函館駅前交差点を走る函館市電

前身の亀函馬車鉄道が1898年（明治31年）1月9日に十字街 - 鶴岡町（後の函館駅前） - 東川町間を開業させたことがこの地域での最初の営業である。8月19日に函館鉄道（函館 - 湯川間未開業）と合併して函館馬車鉄道に改称。9月29日には鶴岡町 - 海岸町間が開業した。
1911年（明治44年）10月1日に電力会社の函館水電が函館馬車鉄道を買収し、1913年（大正2年）6月29日に東雲町（後の労働会館前） - 湯川間が電化した（北海道初の路面電車）。10月31日には十字街 - 函館駅前 - 海岸町、函館駅前 - 大門前（現在の松風町）間が電化された。
1934年（昭和9年）8月1日に帝国電力に改称、1940年（昭和15年）8月6日に帝国電力が大日本電力に合併した。1943年（昭和18年）
1月14日に大日本電力が函館の路面電車事業を道南電気軌道に譲渡した。さらに1943年（昭和18年）11月1日、函館市に譲渡して函館市役所交通局が発足し、函館市営化した。同年12月22日に函館市交通部に改称。1950年（昭和25年）8月31日、集電装置をポール方式から定圧ビューゲル方式へ換装した。
1952年（昭和27年）10月1日に公営企業としての函館市交通局が発足。1992年（平成4年）4月1日、東雲線（宝来町 - 松風町間）と1993年（平成5年）4月1日 に本線の一部（函館駅前 - ガス会社前間）・宮前線（ガス会社前 - 五稜郭公園前間）が廃止された。2011年（平成23年）4月1日に函館市水道局と統合して函館市企業局交通部となる。
1990年代には函館駅前土地区画整理事業の整備の指針となった顔づくり計画の策定時に、駅前広場へのスイッチバック方式による乗り入れを検討したが、路線延長のための事業費、幹線道路における通行の流れ、交差点の信号処理の問題で見送っている。

#### 停留所
大門地区には函館駅前と松風町の二つの停留場が設けられている。

### 函館市営バス
前身の運送業である高木荘治（弁天町）が1928年（昭和3年）1月25日が、函館駅前 - 中の橋 - 開発（現・五稜郭）間の路線バス運行を開始したのが始まりである。1930年（昭和5年）3月、函館水電に譲渡し、函館乗合自動車合資会社（函館バスの前身、函館乗合自動車株式会社とは別会社）が設立される。1938年（昭和13年）7月に帝国電力。1940年（昭和15年）6月には旭自動車株式会社を吸収し、1940年（昭和15年）7月大日本電力を経て、1942年（昭和17年）10月道南電気、同年11月社名変更して道南電気軌道に渡る。1943年（昭和18年）10月に函館市へ譲渡されたバス事業である。
戦後1956年（昭和31年）、函館市交通局（現・函館市企業局交通部）が高砂町にバスセンターを開設、日本中央競馬会函館競馬場北駐車場にあった従来の深堀町バス車庫と連携しながら函館駅を中心とした路線網を構築するが、バスセンター自体は1971年（昭和46年）3月4日に売却。そのまま運行を続けていたものの、2003年（平成15年）4月までにすべての系統を函館バスに移管。バス事業を廃止し、撤退した。
完全移管直前まで当地に設けられた拠点は駅前出張所で、最後に残った6番系統を担当、跡地は駐車場となった。

### 函館バス
函館バスの前身、臨港バスが1938年（昭和13年）1月に上磯からの路線を函館駅前に延伸乗り入れをした。

### 北海道バス
2011年（平成23年）3月17日より都市間高速バス「函館特急ニュースター号」が運行を開始。2016年（平成28年）3月26日からは北海道観光バスの運行で一般路線バスに参入した。

## 文化

### 音楽
- 瀬川瑛子の父で歌手の瀬川伸の『函館ステップ』では歌詞の中に当繁華街「大門」が出てくる[44]。
- 1965年（昭和40年）11月10日、松風町が歌詞に含まれる『函館の女』（作詞・星野哲郎）が北島三郎の歌唱によって発売され、140万枚の売り上げを記録した[45]。

## 年表

### 前史
- 1858年（安政5年）：地蔵町にあった桝形（旅人改所）が廃止され、国道5号（亀田道）沿いに市街地化が進む[46]
- 1868年（慶応4年/明治元年）12月4日：函館戦争開始。
- 1869年（明治2年）6月27日：函館戦争終結。

### はじまり
- 1898年（明治31年）1月9日：亀函馬車鉄道（後の函館馬車鉄道）の鶴岡町停留場（現在の函館駅前停留場）開業。
- 1904年（明治37年）
  - 7月1日：北海道鉄道 (初代)函館駅（2代目）開業[29]。
  - 10月15日：鉄道、函館 - 小樽間全線開通[30]。
- 1906年（明治39年）1月15日：鉄道、函館-札幌間直通運転開始[30]。
- 1908年（明治41年）：明治40年函館大火により台町遊廓、蓬莱遊郭が移転し、函館遊廓が形成
- 1910年（明治43年）
  - 月日不明：若松埠頭青函連絡船桟橋（T字型桟橋）完成。
  - 5月1日：鉄道、函館 - 旭川間直通運転開始[30]。
- 1911年（明治44年）7月1日：鉄道、函館 - 釧路間、函館 - 旭川間急行列車運転開始[30]。
- 1913年（大正2年）
  - 9月15日：鉄道、上磯軽便鉄道（上磯線→江差線→いさりび鉄道線）　函館 - 上磯間開通[30]。
  - 10月31日：函館水電大門通線（現・大森線）の単線開通。大門前駅（現・松風町停留場）開業[47][48]。
- 1914年（大正3年）5月10日：函館水電大門通線（現・大森線）複線化[47]。
- 1915年（大正4年）：活動写真常設館の音羽館が開館。
- 1918年（大正7年）
  - 日時不明：旭自動車が松風町18番地 - 湯川村川尻間の路線バス運行を開始[48]。
  - 11月1日：旭自動車が函館駅前（若松町117番地）へ変更。初の函館駅乗り入れ[48]。
- 1921年（大正10年）以降：大正10年函館大火以降、十字街から松風町停留所付近に繁華街の中心を持ってこようと東部協会が生まれる[49]。
- 1923年（大正12年）：松風町商盛会が生まれる[49]
- 1928年（昭和3年）1月25日：高木荘治（運送業）、函館駅前 - 中の橋 - 開発（現・五稜郭）間の路線バス運行を開始[48]。
- 1930年（昭和5年）
  - 3月：高木荘治（運送業）の路線バスの運営者が函館水電系の函館乗合自動車合資会社になる[48]（のちの道南電気軌道、函館市営バス、現・函館バスの一部路線）。
  - 6月20日：鉄道、函館 - 本郷（渡島大野→現・新函館北斗）間に行商専用車両の連結開始[30]。
  - 10月25日：鉄道、上磯線（江差線→道南いさりび鉄道線）、上磯 - 木古内間開通[30]
- 1932年（昭和7年）
  - 月日不明：大門座（函館東宝の前身）が開館。
  - 12月1日：旭自動車の路線バスが、函館駅前 - 湯川に変更[48]。
- 1934年（昭和9年）3月21日：昭和9年函館大火で被災。
- 1937年（昭和12年）10月1日：棒二森屋開店。
- 1938年（昭和13年）1月：臨港バス（函館バスの前身の一つ）が上磯（現・北斗市）からのバス路線を延伸し、函館駅前に乗り入れ。
- 1943年（昭和18年）10月：道南電気軌道が函館市に事業譲渡[48]。
- 1944年（昭和19年）6月1日：函館乗合自動車株式会社（現・函館バス）設立。
- 1945年（昭和20年）7月14日-15日：函館空襲[50]

### 第二次世界大戦後
- 1946年（昭和21年）1月24日：闇市を取り締まろうとした函館警察署と闇市露天商で乱闘事件が発生[51]
- 1955年（昭和30年）1月25日：日活映画の封切館、函館日活劇場（初代）が開館。
- 1956年（昭和31年）
  - 月日不明：函館市交通局（現・函館市企業局交通部）、高砂町にバスセンターを開設。函館駅中心の運行を確立。
  - 月日不明：近代テアトル（映画館）開館[52]
- 1957年（昭和32年）
  - 3月19日：函館日活劇場が須貝興行に譲渡されて函館映画劇場になる（日活映画封切館は大門シネマが引き受ける）
  - 12月27日：函館東映劇場開館[53][54]
- 1958年（昭和33年）4月：大森遊廓が廃止。
- 1959年（昭和34年）
  - 月日不明：彩華デパート開店。
  - 月日不明：大門シネマ、函館日活劇場（二代）に改称[55]。
- 1961年（昭和36年）10月1日：函館駅、北海道初の特急列車「おおぞら号」運行開始。
- 1965年（昭和40年）7月1日：現在の若松町成立[56]。
- 1968年（昭和43年）：和光デパート開店。
- 1970年（昭和45年）4月：函館駅前バスターミナル開設。
- 1971年（昭和46年）3月4日：函館市交通局（現・函館市企業局交通部）がバスセンターを売却。バス運行は継続。
- 1972年（昭和47年）11月28日：東宝大門座（旧大門座）が改築され、函館東宝劇場、函館スカラ座の2館体制に。
- 1977年（昭和52年）から1978年（昭和53年）にかけてアーケードを設置。
- 1984年（昭和59年）12月8日：函館映画劇場が改装され函館映劇とグランドシネマの2館体制に移行。
- 1988年（昭和63年）3月13日：青函トンネル開通に伴い、青函連絡船、特急おおとり号の廃止。函館駅の交通結節点として役割が大きく低下。

### 青函連絡船廃止後
- 1992年（平成4年）
  - 4月1日：函館市電の東雲線宝来町 - 松風町間廃止[57]。
  - 月日不明：函館東宝劇場、函館スカラ座が改装され函館東宝に統一され、函館東宝1・2・3の3スクリーン化。
- 1993年（平成5年）
  - 4月1日：函館市電本線の一部である函館駅前 - ガス会社前間廃止[57]。
  - 4月21日：高速はこだて号の前身の一つ、北海道中央バスと道南バスによる「オーシャンドリーム」が函館駅前バスターミナル発着っで運行開始[58]
  - 11月：巴座が閉館。
- 1998年（平成10年）
  - 月日不明：彩華デパート閉店。
  - 月日不明：近代テアトルが移転、テアトルシアターに改称[52]。

### 平成再開発時代
- 1999年（平成11年）
  - 5月：函館市による（旧）中心市街地活性化法に基づく再開発開始[59]。
  - 7月2日：タウンマネージメント機関「函館市TMO」設立準備会設置。
- 2000年（平成12年）
  - 月日不明：第1回大門祭（のちの大門合同学生祭）開催[60]。
  - 11月1日：はこだてティーエムオー業務開始[59]。
- 2001年（平成13年）
  - 7月26日： 
    - エスイーシーが運営するインターネットカフェ「Hot Web cafe」が、はこだてティーエムオービル1階に開店[61]
    - 公立はこだて未来大学サテライトオフィス「FUN BOX」が、はこだてティーエムオービル2階に開所[61]。
    - IT産業支援賃貸スペース「eスペースはこだて」が、はこだてティーエムオービル5階に開所）[61]。

  - 12月1日
    - 函館映劇、グランドシネマを統一、映劇1、2に。
    - 12月1日太陽：太陽グループがシネマコンプレックス「函館シネマ大門」を開館。
- 2002年（平成14年）5月：第1回函館塩ラーメンサミット開催[62]。
- 2003年（平成15年）
  - 4月：函館市交通局（現・函館市企業局交通部）バス事業「市営バス」撤退。
  - 6月21日：函館駅5代目駅舎（現駅舎）の使用開始[63]
- 2004年（平成16年）
  - 3月21日：函館映劇が閉館。
  - 6月1日：函館駅前バスターミナルの新バスターミナル供用開始。
  - 8月26日：函館駅前交差点の変則交差点が解消される[64]
  - 月日不明：函館駅前停留場が移転して供用開始[64]。
- 2005年（平成17年）12月1日：棒二森屋、店名を「中合 棒二森屋店」に改称[65]。
- 2006年（平成18年）2月3日：函館東宝が閉館。
- 2008年（平成20年）6月26日：テアトルシアター閉館[52]。
- 2010年（平成22年）7月1日：大門キッズスタジアム（現・はこだてキッズプラザ）開設。
- 2011年（平成23年）3月17日：北海道バス、都市間高速バス「函館特急ニュースター号」運行を開始
- 2012年（平成24年）：第1回はこだてグルメサーカス開催[66]。
- 2013年（平成25年）10月31日：和光デパート閉店[67]
- 2014年（平成26年）11月26日：函館市電の函館駅前停留場が全面改築されて供用開始[68]。
- 2015年（平成27年）：駅前通りアーケードを撤去。

### 新幹線時代
- 2016年（平成28年）
  - 3月26日：北海道新幹線新函館北斗駅開業に伴い、函館駅と本州を結ぶ優等列車廃止。新幹線アクセス快速および普通列車「はこだてライナー」運行開始
  - 3月26日：北海道観光バス（北海道バス関連会社）路線バス運行開始。
  - 7月29日：キラリス函館オープン。
  - 10月：はこだてみらい館、はこだてキッズプラザ開館。
  - 10月15日：函館市運営の高齢者交流施設ふらっとDaimonがオープン[69]。
- 2019年（平成31年 - 令和元年）
  - 1月31日：棒二森屋（中合 棒二森屋店）が閉店[70]
  - 2月8日：函館駅前ビル（旧・棒二森屋B館）開業[71]。
  - 12月1日：複合商業施設HAKOVIVA（ハコビバ）開業[72]
- 2022年（令和4年）1月30日：函館駅前ビル、ふらっとDaimon閉鎖[73][74]
- 2023年（令和5年）
  - 3月10日：みずほ銀行函館支店が閉店[75]。
  - 4月：北海道新幹線函館駅乗り入れ構想大泉案が浮上[76]
- 2025年（令和7年）3月31日：函館競輪場サテライト松風廃止[77]

## 主要施設等
- 警察
  - 函館西警察署函館駅前交番
  - 函館西警察署大森交番
- 交通
  - 国道5号、国道278号、国道279号
  - 北海道道83号函館南茅部線
  - 北海道旅客鉄道（JR北海道）函館駅
  - 函館市企業局交通部（函館市電）
    - 函館駅前停留場
    - 松風町停留場

  - 路線バス停留所
    - 函館駅前バスターミナル
      - 函館バス：奥尻島を除く渡島総合振興局・檜山振興局管内と高速はこだて号
      - 北海道中央バス：高速はこだて号（旧・オーシャンドリーム）
      - 北都交通：高速はこだて号（旧・オーロラ号）
      - 北海道バス：函館特急ニュースター号
      - 函館タクシー：函館帝産バスブランドでの「函館空港連絡バス」「津軽海峡フェリー連絡バス」

    - 棒二森屋前停留所：函館バス
    - 松風町停留所：函館バス
- 銀行等
  - 函館駅前郵便局
  - 北海道銀行函館駅前支店
  - 北洋銀行函館中央支店
  - 北陸銀行函館支店
  - 渡島信用金庫函館支店
- 商業・娯楽施設
  - シネマ太陽函館
  - はこだてひかりの屋台「大門横丁」：はこだてティーエムオーが運営する飲食店街。
  - キラリス函館 - 函館駅前若松地区第一種市街地開発事業の再開発ビル。和光デパート跡。2017年（平成29年）竣工[23]。
    - はこだてみらい館：函館市の「はこだておもしろ館整備事業」として2016年（平成28年）10月に開館。「オドロクチカラ」をテーマにした体験施設[23]。市民および観光客に対して先端的な技術を活用することにより、中心市街地のにぎわいの創出を図ることを目的としている[78]。
    - はこだてキッズプラザ：函館市の子育て世代活動支援プラザ整備事業として2016年（平成28年）10月開館。小学生までが楽しめる設備を設けている公共施設[23]。2010年（平成22年）7月に和光デパート内に「大門キッズスタジアム」として開設。2013年（平成24年）6月に棒二森屋に移転。キラリス函館に再移転した[79]。

  - HAKOVIVA（ハコビバ）[72] - 函館駅前市有地等整備事業。一度事業者が決定して計画を進めていたが白紙となり[80][81]、再公募して新たな事業者を決定した[82][83]。

### かつてあった施設
- 銀行等
  - 北洋銀行函館支店
  - みずほ銀行函館支店
- 路線バス停留所
  - 道南バス：高速はこだて号（旧・オーシャンドリーム、函館駅前バスターミナル内）
- 教育
  - FUN BOX：公立はこだて未来大学サテライトオフィス[61]
- 商業施設ほか
  - 彩華デパート：跡地はマルハン[84]
  - 函館駅前和光ビル：和光デパート、和光ビルとも。1968年（昭和43年）開業した寄合百貨店。東京の銀座にある和光にちなみ、名称使用許可を得ていた[85][86]。跡地はキラリス函館[23]
  - 棒二森屋（中合棒二森屋店）
    - 函館駅前ビル：旧・棒二森屋アネックス館で、2022年1月31日閉館[87]
      - ふらっとDaimon：函館市運営の高齢者等交流スペース

  - Hot Web cafe：函館初のインターネットカフェ[61]
- 娯楽施設
  - サテライト松風（函館競輪場外車券場）：2025年（令和7年）3月31日廃止[77]。インターネット投票やファンの高齢化による[88]
  - 音羽館[89]
  - 函館東宝：跡地はスーパーホテル函館
  - 函館映劇：旧・函館日活劇場(初代)。跡地は駐車場[90]
  - 函館日活劇場(二代)：旧・大門シネマ。跡地はサテライト松風（函館競輪場外車券場）。
  - 巴座
  - テアトルシネマ：旧・近代テアトル

## イベント
- 函館港まつり
- はこだてグルメサーカス - 函館市市政施行90周年、北海道新聞社創刊70周年を記念して第1回が開催される[91]

### かつて開催されていたイベント
- 函館塩ラーメンサミット[92] - 函館市制施行80周年記念として第1回を開催[93]